# Jebel Ali
Jebel Ali (en arabe : جبل علي) est une ville portuaire des Émirats arabes unis, située à 35 km au sud-ouest de la ville de Dubaï, la capitale de l'émirat du même nom, à proximité de Palm Jebel Ali.
Elle doit son développement à son port artificiel, considéré comme le plus grand du monde et le plus important au Moyen-Orient, dont la construction a commencé dans les années 1970. Celui-ci constitue une plate-forme intermodale connectée avec l'aéroport international de Dubaï et surtout à l'aéroport international Al Maktoum. Ce port franc abrite plus de 6 000 sociétés issues de 120 pays, ainsi que la marine américaine.
Depuis mars 2011, la ville est reliée à la capitale par la ligne rouge du métro de Dubaï.
Parmi les projets d'infrastructure construits pour soutenir le port et la ville se trouve la plus grande usine de dessalement du monde, l'usine de dessalement de Jebel Ali, réalisée par la société italienne Impregilo, fournissant un approvisionnement suffisant en eau douce.
On y trouve également la raffinerie de sucre Al Khaleej Sugar.

## La zone franche de Jebel Ali
La zone franche de Jebel Ali (JAFZA) a été créée en 1985 : une zone industrielle entourant le port. Les entreprises internationales qui s'y installent bénéficient des privilèges particuliers de la zone franche :
- exonération de l'impôt sur les sociétés pendant 50 ans,
- pas d'impôt sur le revenu des personnes physiques,
- pas de droits d'importation ou de réexportation,
- aucune restriction sur les devises,
- offre de main-d'œuvre et un recrutement faciles auprès d'entreprises autorisées[4],[5],[6],[7],[8].